# Elías Tormo Monzó
Elías Tormo Monzó (Albaida, 23 de juny de 1869 - Madrid, 21 de desembre de 1957) fou un advocat, polític i historiador de l'art valencià, diputat a les Corts Espanyoles durant la restauració borbònica i procurador en Corts durant el franquisme.

## Biografia
Es llicencià en dret a la Universitat de València i en filosofia i Lletres a la Universitat de Madrid. El 1897 fou catedràtic de dret natural a la Universitat de Santiago de Compostel·la, el 1902 a la Universitat de Salamanca posteriorment ho fou d'història de l'art a la Universitat de Granada (1903) i a la Universitat Central de Madrid (1904).
La seva amistat amb Germán Gamazo y Calvo i amb Antoni Maura i Montaner el portà a la política, i fou elegit diputat del Partit Conservador pel districte d'Albaida a les eleccions generals espanyoles de 1903. Fou nomenat també senador en representació de la Reial Societat Econòmica d'Amics del País el 1905, 1907-1908. 1910-1911 i 1914-1923, i fou també vicepresident del Senat. De 1907 a 1909 fou Comissari Reial de Belles Arts i posteriorment rector de la Universitat de Madrid. El 1912 ingressà a la Reial Acadèmia de Belles Arts i el 1918 a la Reial Acadèmia de la Història.
Durant la dictadura de Primo de Rivera va formar part de l'Assemblea Nacional promoguda pel dictador (1927), fou membre del Consell d'Estat d'Espanya (1930) i ministre d'Instrucció Pública i Belles Arts sota el govern de Dámaso Berenguer y Fusté (febrer de 1930 - febrer de 1931). Quan es proclamà la Segona República Espanyola fou apartat de la política, i es dedicà a viatjar pels països de la regió Mediterrània per a fer estudis sobre art clàssic. Durant la guerra civil espanyola va estar a l'Escola Espanyola de Roma. Quan tornà va treballar a la Secció d'Escultura Medieval i Moderna del CSIC. El 1949 fou procurador a Corts franquistes com a representant de la Reial Acadèmia de Belles Arts de San Fernando.

## Obres
- La pintura española del siglo XVI
- Jacomart y el Arte hispano-flamenco cuatrocentista (1913)
- Levante (1923)
- Iglesias del antiguo Madrid (1927)
- Monumentos de españoles en Roma (1940)
- La acción social y el Estado